# Thomas von der Vring
Thomas von der Vring (* 27. Mai 1937 in Stuttgart) ist ein deutscher Historiker, Soziologe, Volkswirt und Politiker (SPD). Er war Gründungsrektor der Universität Bremen und dort Hochschullehrer. Er war von 1979 bis 1994 Mitglied des Europäischen Parlaments (SPD).

## Biografie

### Ausbildung
Thomas von der Vring wurde in Stuttgart als Sohn des Schriftstellers und Malers Georg von der Vring (1889–1968) und dessen Ehefrau Marianne geborene Kayser geboren. Er besuchte von 1943 bis 1948 die Volksschule, von 1948 bis 1957 die Oberschule und legte 1957 sein Abitur in Calw am dortigen Gymnasium ab. Von 1957 bis 1963 studierte er Geschichte, Soziologie, Politikwissenschaft und Volkswirtschaft in München und Frankfurt am Main. 1964 oder 1963 wurde er in Frankfurt über die Geschichte der deutschen Buchdruckergewerkschaft zum Dr. phil. promoviert. Die Arbeit wurde unter dem Titel Der Verband der Deutschen Buchdrucker im Ersten Weltkrieg, in der Revolution und in der Inflationszeit (1914–1924). Die Geschichte einer Gewerkschaft während 10 Krisenjahren im Jahr 1965 veröffentlicht. Während seiner Studienzeit gehörte er dem Sozialistischen Deutschen Studentenbund (SDS) an.

### Hochschullehrer
Von 1963 bis 1968 arbeitete von der Vring als Assistent für Politische Wissenschaften an der  Technischen Hochschule Hannover bei Peter von Oertzen. 1968 habilitierte er sich an der TH Hannover mit einer Arbeit über die von der Großen Koalition angestrebten Wahlrechtsreform zur Einführung des Mehrheitswahlrechts. Die Arbeit, eine Kritik des „Mehrheitswahlrechts aus linker Position“, erschien in der Europäischen Verlagsanstalt unter dem Titel Reform oder Manipulation? Zur Diskussion eines neuen Wahlrechts und wurde bald zu einem politologischen Standardwerk. Im Jahr 1968 heiratete er Erika von der Vring, mit der er eine Tochter hat. Von 1968 bis 1970 war er Universitätsdozent in Hannover. Von 1970 bis 1974 wirkte er als Gründungsrektor der Universität Bremen. Von 1974 bis 1979 war er dort Professor für Politische Ökonomie und Institutsdirektor.
Von 1994 bis zu seiner Emeritierung im Jahr 2000 arbeitete er nach seiner Abgeordnetenzeit wieder als Hochschullehrer für Politische Ökonomie an der Universität Bremen.

### Politik
Bis zu seinem Austritt 1961 war er und seit 1967 ist er wieder Mitglied der SPD. Von 1979 bis 1994 war von der Vring für die SPD Mitglied des Europäischen Parlaments und wirkte dort von 1979 bis 1984 im Regionalausschuss und von 1984 bis 1994 im Haushaltsausschuss, den er von 1989 bis 1994 auch als Vorsitzender leitete. 1969 wurde er stellvertretender Bundesvorsitzender der Jungsozialisten. Außerdem ist er seit 1996 Vorsitzender des Verwaltungsrates von Radio Bremen und wurde Ende 2020 wiedergewählt.

## Veröffentlichungen (Auswahl)
- Der Verband der Deutschen Buchdrucker im I. Weltkrieg, in der Revolution und Inflation – 1914–24. Dissertation 1965.
- Reform oder Manipulation? Zur Diskussion eines neuen Wahlrechts. Habilitation 1968.
- Welche Politik schafft Arbeitsplätze? Eine empirische Überprüfung theoretischer Behauptungen. Marburg 2007
- Über die Makroökonomie des Geldes. Empirische Beobachtungen in acht Lektionen. Berlin 2024